# Русочка (річка)
Русочка (Гусочка) — річка в Україні, у межах Шевченківського району  Харківської області. Ліва притока Гусинки (басейн Сіверського Дінця).

## Розташування
Річка бере початок на схід від села Новомиколаївка. Тече на захід. Впадає до Гусинки у селі Новомиколаївка.